# Кавказки смърч
Кавказкият смърч (Picea orientalis) е вид смърч от семейство Борови (Pinaceae). Листата са дълги до 10 mm с почти квадратно или леко ромбично напречно сечение, доста твърди и лъскаво зелени, от горната страна на клонките, прилегнали към тях. Младите клонки са лъскави и светлокафяви, гъсто овласени с къси власинки. Шишарките са кафяви с дължина от 5 до 10 cm. Семенните люспи са със закръглен и целокраен горен ръб.